# Marzena Frąszczak
Marzena Frąszczak z d. Sikorska (ur. 2 lutego 1966 we Wrocławiu) – polska koszykarka. Medalistka mistrzostw Polski, reprezentantka Polski.

## Kariera sportowa
Grę w koszykówkę rozpoczęła w zespole Odra Wrocław w 1978. Od sezonu 1983/1984 była zawodniczką Spójni Gdańsk, a następnie kontynuującego tradycje tego klubu zespołu grającego pod nazwami Bałtyk Gdynia, Spójnia Gdynia, Warta Gdynia, Fota-Dajan i Fota-Porta Gdynia, z przerwą na sezony 1994/1995 i 1995/1996 (w drugim z nich występowała w barwach Startu Gdańsk).  Karierę zakończyła w sezonie 1997/1998. Ze Spójnią Gdańsk sięgnęła po brązowy medal mistrzostw Polski w 1986 i wicemistrzostwo Polski w 1989. Z Fotą Gdynia sięgnęła po wicemistrzostwo Polski w 1997 i mistrzostwo Polski w 1999.
W reprezentacji Polski wystąpiła na mistrzostwach Europy w 1991 (6 miejsce) i 1993 (5 miejsce) oraz na mistrzostwach świata w 1994 (13 miejsce)